# هیونینگ کای
هیونینگ کای (کره‌ای: 휴닝 카이؛ زادهٔ ۱۴ اوت ۲۰۰۲) خواننده و رپر آمریکایی-کره‌ای است. در سال ۲۰۱۹، او به عنوان یکی از اعضای گروه پسرانهٔ کره‌ای تی‌اکس‌تی زیر نظر بیگ هیت میوزیک فعالیت خود را آغاز کرد.

## زندگی‌نامه
هیونینگ کای زادهٔ هونولولو، هاوایی، ایالات متحده آمریکا است. خانواده او متشکل از پدر و مادر و دو خواهر است. او در مدرسه هانلیم در کره جنوبی تحصیل کرده‌است.
کای به لطف خانواده‌اش در یک محیط موسیقی بزرگ شد، با این حال، کسی که بیشتر بر او و انتخاب شغل آینده‌اش تأثیر گذاشت، پدرش نبیل دیوید هیونینگ بود که در آن زمان خواننده و ترانه‌سرا و بازیگر موفقی در چین بود. پیش از اینکه کای و خانواده‌اش به کره جنوبی نقل مکان کنند، به مدت چند سال ساکن چین بودند. در دوران کودکی، او و خانواده‌اش در چندین کشور زندگی می‌کردند، بنابراین کای کمی با فرهنگ و زبان هر یک از آنها آشنا شد، اما خودش می‌گوید جایی که بیشترین سازگاری را چه از نظر فرهنگی و چه از نظر زبانی داشته، کره بوده‌است.
هیونینگ کای برادر بزرگتر خواننده هیونینگ باهیه، عضو گروه کپلر است.